# Южний (район імені Лазо)
Ю́жний (рос. Южный) — селище у складі району імені Лазо Хабаровського краю, Росія. Входить до складу Долминського сільського поселення.

## Населення
Населення — 176 осіб (2010; 198 у 2002).
Національний склад (станом на 2002 рік):
- росіяни — 87 %